# Renforcement de Merauke
Merauke Force ou renforcement de Merauke, est une force militaire dirigée par l'Australie pendant la Seconde Guerre mondiale qui est responsable de la défense de Merauke en Nouvelle-Guinée néerlandaise contre l'attaque japonaise au milieu de la guerre du Pacifique. La force est créée à la fin de 1942 et dissoute à la fin de la guerre, n'ayant jamais participé aux combats. L'attaque japonaise n'a pas eu lieu et à partir de la mi-1944, la force est progressivement réduite et ses unités assignées redéployées en Australie ou ailleurs dans le Pacifique. À son apogée, la Merauke Force comprenait des troupes d'Australie, des Indes orientales néerlandaises et des États-Unis, ainsi que plusieurs escadrons d'avions, dont une unité de chasse conjointe australo-néerlandaise.